# Гутянський Веніамін Іонович
Веніамі́н Іо́льович Гутя́нський (нар. 1903, с. Глибочок (Гайсинський район), Вінницька область) — †1956, м. Кустанай, Казахстан) — український радянський письменник.

## Біографія
Народився 30 липня 1903 року в с. Глибочок на Вінниччині у родині теслі. Навчався у школі в Бершаді, закінчив педтехнікум у Києві, навчався в інституті народної освіти при Київському університеті. Вчителював, у 30-х роках працював секретарем в Укрнацменшвидаві, єврейських журналах для дітей «Жовтеня» та «Будь напоготів!» (1937—1941), редактором у видавництві «Молодь». Під час Другої світової війни був на евакуації в Уфі. 5 липня 1949 року був заарештований. Його звинуватили у «націоналістичній пропаганді» і в «зв'язках з американським журналістом-шпигуном» Магідовим. Отримав 10 років таборів суворого режиму. Перебував в Усольському таборі на Уралі поблизу Солікамська Наприкінці 1955 р. достроково звільнений через хворобу на сухоти.

Помер 18 серпня 1956 р. у Кустанаї, де на засланні перебувала його родина. Реабілітований посмертно.

## Літературна діяльність
Поет, перекладач.

Писав мовою їдиш. Друкувався з 1930 року. Публікації «Листоноша», «Бувай здоровий — їдь здоровим» (обидві — 1930). Збірки «Для малят» (1936), «Різне» (1937), «Байки», «Для дітей» (обидві — 1940), книжка сатиричних антифашистських віршів «Сіль ув вічі» (1944), «Читанки» (1947), п'єса «Про діда Вариводу, що не сміявся зроду» (1937, вистава єврейською мовою; 1939 — українською в Київському театрі ляльок). Переклав українською мовою повість «Четверта висота» О. Ільїної (друк 1962 р.), на їдиш — твори І. Крилова (збірник «Вибрані байки», 1937), С. Маршака, К. Чуковського, П. Тичини, Н. Забіли, Р. Бернза, М. де Сервантеса. У перекладі українською мовою вийшли книжки «Сала за шкіру» (1944), «Йдуть армійці-піхотинці» (1947), «Яшко з голубами (1966), російською — «Хто чого полюбляє» (1965), «Хай завжди буде мама» (1986). Окремі твори В. Гутянського перекладали М. Стельмах, М. Пригара, В. Бичко, І. Нехода, І. Кульська та ін.

|                                 | Дитячі вірші сповнені тепла та м’якої іронії, сатиричні – гостроти й викривального пафосу. |
| — Енциклопедія Сучасної України |                                                                                            |

Член Спілки письменників України з 1940 р..